# 我是李小龍
《我是李小龙》（英語：I Am Bruce Lee）是一部2012年的纪录片，由皮特·麥柯馬克执导。这部电影记录了著名演员和武术家李小龙的生活，采访了他的遗孀莲达·李·卡德威尔和女儿李香凝。这部电影于2012年获得了利奥奖。